# Luis Jiménez (beisbolista)
Luis Domingo Jiménez (Santiago, 18 de enero de 1988) es un tercera base dominicano de ligas menores que se encuentra en la organización de los Angelinos de Anaheim.
Jiménez participó en el Juego de Futuras Estrellas de 2010 y fue añadido al roster de 40 jugadores de los Angelinos después de la temporada 2011.